# Карлос Диттборн (стадион)
«Карлос Диттборн» (исп. Estadio Carlos Dittborn) — многофункциональный стадион в городе Арике (Чили). В настоящее время используется преимущественно для футбольных матчей. «Карлос Диттборн» — домашний стадион для местного клуба «Сан-Маркос де Арика»
Стадион был построен в 1962 году к чемпионату миру по футболу, проходившем в Чили в том же году. Он был назван в честь Карлоса Диттборна (исп.), президента Чилийского организационного комитета по подготовке к чемпионату мира 1962. Диттборн скончался за месяц до начала чемпионата.
На стадионе в рамках чемпионата мира по футболу 1962 года было сыграно 6 матчей: 5 в групповом турнире и 1 четвертьфинал. В 1/4 финала здесь сборная Чили победила (2-1) сборную СССР.